# Borów Wielki
Borów Wielki (deutsch: Großenborau oder Großenbohrau) ist ein Dorf in der Stadt- und Landgemeinde Nowe Miasteczko im Powiat Nowosolski der Woiwodschaft Lebus in Polen.

## Sehenswürdigkeiten
- Die römisch-katholische Pfarrkirche St. Laurentius (Kościół parafialny św. Wawrzyńca) ist eine Saalkirche aus der zweiten Hälfte es 13. Jahrhunderts, die 1414 erweitert wurde. In der Kirche befindet sich eine Kapelle der Familien von Unruh und von Knobelsdorf. Zwei ganzfigurige Doppelgedenkstein um 1600 erinnern an die Gründerfamilie von Rechenberg auf Großenborau. Seit der Reformation 1528 bis zum Übergang an Polen 1945 war die Kirche evangelisch.
- Das Oberschloss wurde unter Verwendung eines schon vorhandenen Baus um 1700 und um 1890 erweitert. Nach 1962 diente es als Speicher, derzeit wird es nicht genutzt.
- Das Niederschloss wurde um 1800 für Johann E.F. von Arnold gebaut. Im Inneren hat es eine repräsentative Diele sowie Decken mit spätbarockem und klassizistischem Stuck. Die zum Schloss gehörende Kapelle aus der 2. Hälfte des 19. Jahrhunderts steht im Süden.[1]

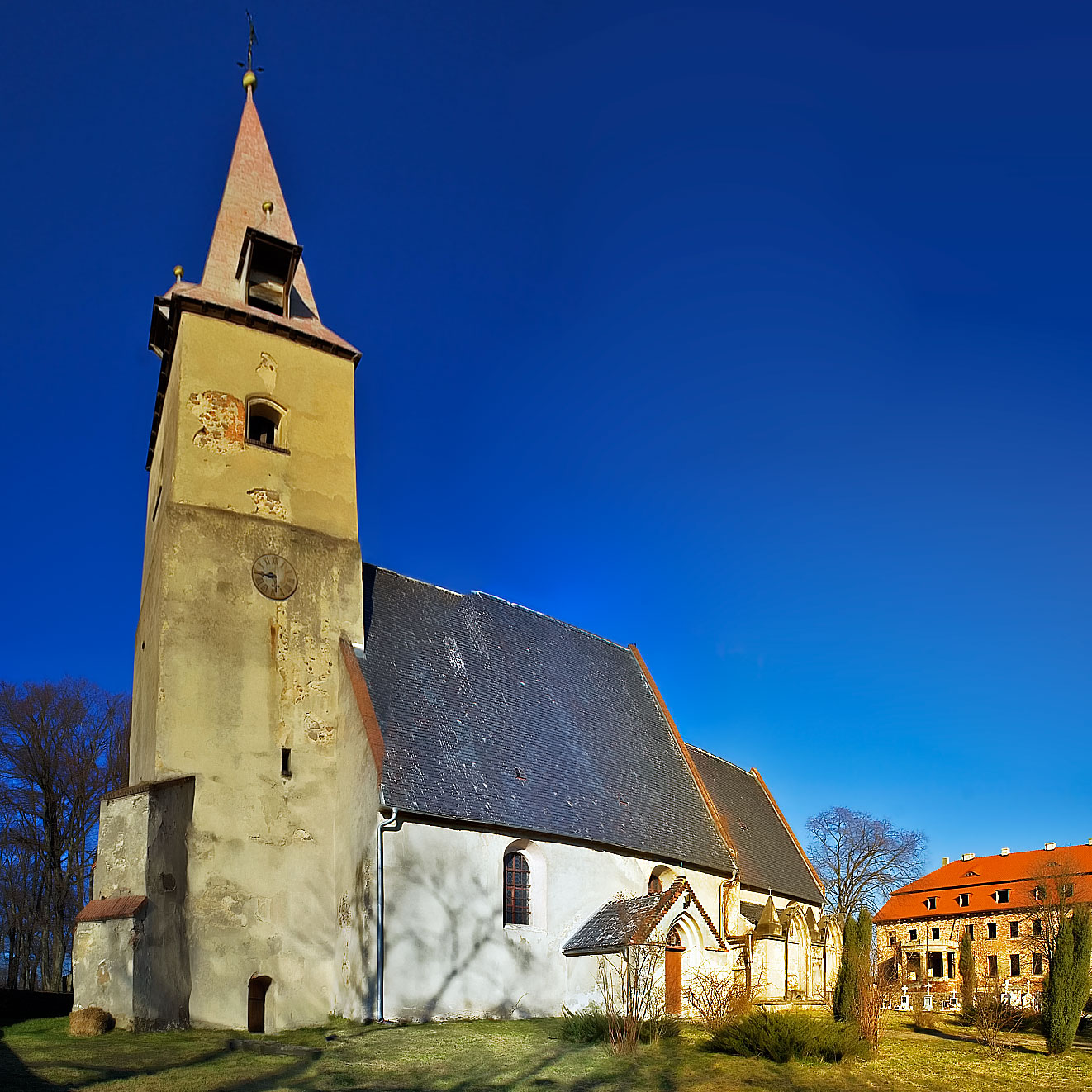
St. Laurentius
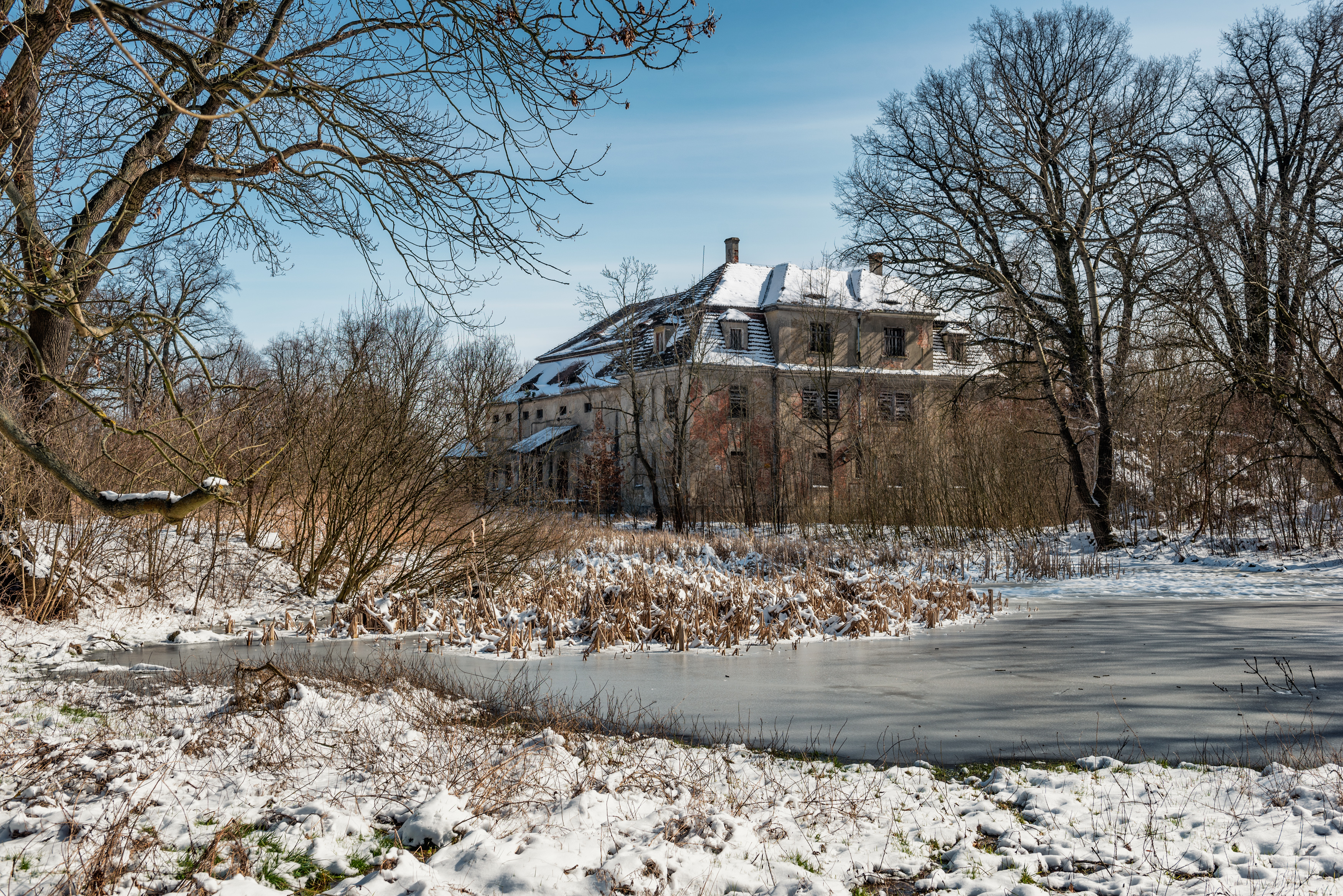
Oberschloss

## Töchter und Söhne des Ortes
- Hans Friedrich von Haugwitz (1735–1790), preußischer Landrat
- Robert Graf von Zedlitz-Trützschler (1863–1942), deutscher Verwaltungsbeamter und Autor
- Ruth von Kleist-Retzow (1867–1945), deutsche Adelige
- Hans-Dieter Gelfert (* 1937), deutscher Autor und emeritierter Professor der FU Berlin